# Anastrangalia lavinia
Anastrangalia lavinia är en skalbaggsart som först beskrevs av Charles Joseph Gahan 1906.  Anastrangalia lavinia ingår i släktet Anastrangalia och familjen långhorningar.
Artens utbredningsområde är Nepal. Inga underarter finns listade i Catalogue of Life.